# Сербінув (Свентокшиське воєводство)
Сербінув (пол. Serbinów) — село в Польщі, у гміні Мнюв Келецького повіту Свентокшиського воєводства.
Населення — 377 осіб (2011).
У 1975-1998 роках село належало до Келецького воєводства.

## Демографія
Демографічна структура на день 31 березня 2011 року:
|          | Загалом | Допрацездатний вік | Працездатний вік | Постпрацездатний вік |
| -------- | ------- | ------------------ | ---------------- | -------------------- |
| Чоловіки | 173     | 38                 | 121              | 14                   |
| Жінки    | 204     | 44                 | 116              | 44                   |
| Разом    | 377     | 82                 | 237              | 58                   |